# Frank Van De Vijver
Frank Van De Vijver (Bornem, 12 de novembre de 1962) va ser un ciclista belga, professional del 1986 al 1989. Com a amateur va guanyar una medalla de bronze al Campionat del món de ruta de 1985 per darrere del polonès Lech Piasecki i el danès Johnny Weltz.

## Palmarès
- 1983
  - Vencedor d'una etapa a la Volta a la província de Namur
- 1984
  - Vencedor d'una etapa a la Volta a Xile
- 1985
  - 1r a l'Internatie Reningelst
  - Vencedor de 2 etapes a la Volta a la província de Namur
- 1986
  - 1r al Campionat de Flandes

### Resultats al Tour de França
- 1987. Abandona (13a etapa)